# Camponotus novaeboracensis
Camponotus novaeboracensis is een mierensoort uit de onderfamilie van de schubmieren (Formicinae). De wetenschappelijke naam van de soort is voor het eerst geldig gepubliceerd in 1855 door Fitch.